# Vasile Burtea (sociolog)
Vasile Burtea (n. 26 februarie 1950, Boldu, fostul județ Râmnicu Sărat) este un sociolog, profesor universitar român, activist civic pentru apărarea drepturilor romilor.

## Biografie
Absolvent al Liceului teoretic Ștefan cel Mare din Râmnicu Sărat, județul Buzău, promoția 1969); 1970 - 1974 student al Facultății de Filosofie a Universității din București, Secția de Sociologie, absolvită 1974, ca vice șef de promoție cu media 9,81. Lucrarea de stat, din iulie 1974: Factori social ai orientării școlare și profesionale  (cercetare concretă pe 410 subiecți, din mediul școlar și industrial al județului Dâmbovița. 1977–1982, Facultatea de Economia Industriei Construcțiilor și Transporturilor a.S.E., București, absolvită cu Lucrarea de stat (în domeniul ergonomiei ) Analiza psiho-sociologică și implicațiile economice ale accidentelor de muncă din construcții, analiză pe 10 ani, cu propuneri ergonomice concrete(1martie 1977 – 31 mai 1977 ) Curs postuniversitar specializare în Psihotehnică industrială în cadrul Laboratorului de Psihologia și Ergonomia Personalului (din Combinatului Chimic Făgăraș, jud. Brașov) a Centrului de Perfecționare a Cadrelor din Administrație (C.P.C.A.);
Activitatea sa de militant pentru emanciparea rromilor și respectarea drepturilor lor legale a devenit practică la sfârșitul anului 1976 ( în plină dictatură) când s-a alăturat recent constituitului grup format din sociologul Nicolae Gheorghe (șeful promoției 1972 de sociologi), ”bulibașa luminat” Ion Cioaba și Gogu Mihai, vărul lui Cioabă.
Inspirat și încurajat de difuzarea unei scrisori în 1982  la Radio Europa Liberă în care se prezenta situația social economica a etnicilor rromi și discriminarea la care era supusă etnia rromă(semnată cu un pseudonim și care s-a dovedit ulterior că a fost trimisă de activistul rrom Nicolae Gheorghe, sub pseudonimul ”Alexandru Danciu” ), Vasile Burtea trimite, asumându-și riscurile de rigoare din timpul supravegherii în dictatura ceaușistă, o scrisoare proprie cu o  consistentă completare de răspuns și solidarizare, pe aceeași temă (pe care o semnează cu pseudonimul ”Cosmina Cosmin”).
A urmat : curs postuniversitar de perfecționare a economiștilor în probleme de retribuire industrială, Ministerul Industriei Constructoare de Mașini -Hidromecanica Brașov;15 ianuarie 1986 – 31 iulie 1986;  curs postuniversitar de perfecționare pe probleme de prețuri și costuri, organizat de Ministerul Industriei Constructoare de Mașini (M.I.C.M.) – Centrala Industrială de Rulmenți și Organe de Asamblare (C.I.R.O.A.);26 iunie 1988 – 20 decembrie 1988 ; curs postuniversitar pentru Experți în Relații Interetnice și Comunicare Socială, organizat de Academia Română și Departamentul pentru Minoritățile Naționale din cadrul Guvernului României;1 martie 1994 – 30 aprilie1995; curs postuniversitar de psihopedagogie organizat de Universitatea din București, Departamentul pentru Pregătirea Personalului Didactic;1 octombrie 1998 – 30 iunie 1999,
Doctorat în sociologie, specialitatea minorități și relații interetnice, cu lucrarea Rromii în contextul dezvoltării socio-economicea României, la Facultatea de Sociologie și Asistență Socială a Universității din București.20 septembrie 1993 – 23 martie 1999, 
A urmat  curs de mediere în soluționarea nejudiciară a conflictelor.(Septembrie  2007 – decembrie 2007)
Conf. univ. dr. titular  la Facultatea de Științe Sociale, Umaniste și ale Naturii, departamentul Științe Politice, a Universității „Hyperion” din București,(2016)
Consilier al ministrului educației naționale.(2013) 
Consilier în cadrul instituției Avocatul Poporului, domeniul Drepturile omului, egalitate de șanse între femei și bărbați, minorități naționale, culte religioase. Adjunct al Avocatului Poporului , coordonatorul domeniului Drepturile omului, egalitate de șanse între femei și bărbați, minorități naționale, culte religioase; 
Șef departament delegat la Departamentul pentru probleme privind ordinea publică, serviciile militare și speciale, penitenciare, instituții de reeducare pentru tineret, protecția minorităților, cultelor și străinilor, a consumatorului și contribuabilului Consilier în cadrul instituției Avocatul Poporului(1 martie 2002 - 15 iunie 2002, 16 oct. 1998 - 28 febr. 2002)
Șeful Departamentului pentru probleme privind minoritățile, cultele și mass-media în cadrul instituției Avocatul Poporului;1998Șef Oficiu Național pentru Integrarea Socială a Romilor (președinte echivalent subsecretar de stat), devenit în iulie 2008 Oficiul Național pentru Rromi, în cadrul Departamentului pentru Protecția Minorităților Naționale al Guvernului României (Oficiu devenit, după 1998, actuala Agenție Națională pentru Romi, instituție de sine stătătoare); (15 febr. 1997 – 14 febr.1998) 
Conf. univ. dr. titular la Facultatea de Sociologie și Asistență Socială a Universității din București, unde predau studenților de la asistență socială laică, ortodoxă și baptistă, cursurile: - Oportunități egale și strategii anti discriminatorii, - Probleme sociale ale grupurilor vulnerabile sau cu risc de discriminare; - Drepturile omului și strategii anti discriminatorii; - Politici și servicii în asistența socială; - Conducere și administrare; - Dezvoltare comunitară; - Asistența socială în domeniul muncii și șomajului; - Minoritățile și drepturile omului, - Sistemul instituțional al drepturilor omului; - Antropologia agresivității și violenței; medierea conflictelor; - Asistența socială a minorităților naționale sau etnice (.2003- 30 sept 2011)
Lector titular la Catedra de asistență socială a Facultății de sociologie, psihologie și pedagogie din Universitatea București (cursul Asistența Socială a Grupurilor Etnice(10 febr. 1997 – 30sept.1997 )
Lector titular la Catedra de asistență socială a Facultății de sociologie, psihologie și pedagogie din Universitatea București ( cursul Asistența Socială a Grupurilor Etnice Expert în cadrul Ministerului Muncii și Protecției Sociale2003(01 oct. 1992 – 9 febr. 1997 01 oct. 1990 – 14 feb. 1997 )
|  |

Cărți publicate
Discriminare, intoleranță și interculturalism în societatea contemporană, Editura Centrului Național de Cultură a Romilor, București, 2024, ISBN 978-606-9097-47-2 (208 p.); 
The Romanies – in the synchrony and diachrony of the contact populations, National Centre for Roma Culture, Bucharest, 2016, ISBN 978-606-93895-6-0 (360 p.); 
Oportunități egale și strategii antidiscriminatorii, Editura Didactică și Pedagogică, R.A., București, 2012, ISBN 978-973-30-3264-9 (184 p.)
Rromii în sincronia și diacronia populațiilor de contact, Editura Lumina Lex, București, 2002, I.S.B.N. 973-588-524-7
Co-autor la lucrări colective
Prezent și perspective în cultura rromă în viziunea intelectualilor, liderilor și oamenilor de succes romi, Coordonatori: Elena Zamfir și Vasile Burtea, Autori: Carmen Bărbat, Vasile Burtea, Ioan Popoviciu, Cătălin Zamfir, Elena Zamfir, Editura Grupul de Presă, Tipografie și Distribuție, PPB, București, 2012, ISBN 978-973-0-13496-4 (152 p);
Diagnoza problemelor sociale comunitare, coordonatori Elena Zamfir și Marian Preda, Colectiv de autori: Elena ZAMFIR, Marian PREDA, Cătălin ZAMFIR, Cosmina RUGHINIȘ, Lucian POP, Andra LĂZĂROIU, Sebastian LĂZĂROIU, Paula SANDU, Claudiu TUFIȘ, Gheorghe DEJEU, Florica CHIPEA, Graham W. GILES, Gabriela MARCOCI, Vasile BURTEA; Editura Expert, 2000, ISBN 973-8177-04-6, (450 p); 
INTERETHNIC RELATIONS IN ROMANIA - Sociological Diagnosis and Evaluation of Tendencies; coauthor, Research Team: Dorel Abraham, Viviana Andreescu, Dan Baciu, Ilie Bădescu, Zoltan Bogathy, Vasile Burtea, Septimiu Chelcea, Sorin Rădulescu;  Editura Carpatica, Cluj-Napoca, 1995, ISBN 973-97325-2-6, (454p);
Țiganii între ignorare și îngrijorare, coautor, Coordonatori: Elena Zamfir, Cătălin Zamfir;  Autori: Vasile Burtea, Viorel Gheorghe, Ioan Mărginean, Dan Potolea, Marian Preda, Maria Voinea, Elena Zamfir, Cătălin Zamfir, Edit. „Alternative”, București, 1993, ISBN 973-95550-5-5 (247 p), (volum distins cu premiul Academiei Române pentru sociologie pe anul 1993;
Studii publicate:
The Migration of Romanian Roma as an Alternative to the Infringement of the Right to Happiness, în The European Culture for Human Rights: The Right to Happiness, Edited by Elena Zamfir and Filomena Maggino, Cambridge Scholars Publishing, 2013,  ISBN (10): 1-4438-5446-8, ISBN (13): 978-1-4438-5446-7 (p. 443 – 460);
Roma in Romania - between faith, religions and churches, în vol. People on the Move – migrants, refugees, seafarers, nomads, tourists, all intinerants, XLI Supp. N.110, august 2009, Sixth World Congress For The Pastoral Care of Gypsies, Pontifical Council for the Pastoral Care of Migrants and Itinerant People ( p.141 -150);
The roma migration – between aspiration and necesity, in revista Est-Ovest, nr. 2/2009 
La situation opresive de la minoritée tzigane dans la Roumanie communiste, în revista L’alternative, nr. 3/1981, Paris, pp. 15. 
Legături Externe:
https://cncr.gov.ro/wp-content/uploads/2017/09/coperta-carte-Burtea.pdf Arhivat în 2 august 2022, la Wayback Machine.
https://revistasferapoliticii.ro/sfera/180-181/art09-Burtea.php
https://www.art-emis.ro/jurnalistica/iohannis-sau-duhul-razbunarii
https://curierulnational.ro/lansare-de-carte-discriminare-intoleranta-si-interculturalism-in-societatea-contemporana-de-dr-vasile-burtea/
https://www.academia.edu/4820683/Vasile_Burtea_Locul_comun_al_coabitarii_active_Revista_Inovatia_sociala_nr_2_2010_Bucuresti
https://cleopatra-lorintiu.net/vasile-burtea-sociologul/